# ترانزستور وحيد الوصلة
ترانزستور وحيد الوصلة (بالإنجليزية: Unijunction Transistor)‏ UJT هو ترانزستور من أشباه الموصلات له قاعدتين ومشع ويعمل كمفتاح تحكم كهربائي لأن له حالتين فقط حالة التوصيل وحالة الفصل.

## تكوينه

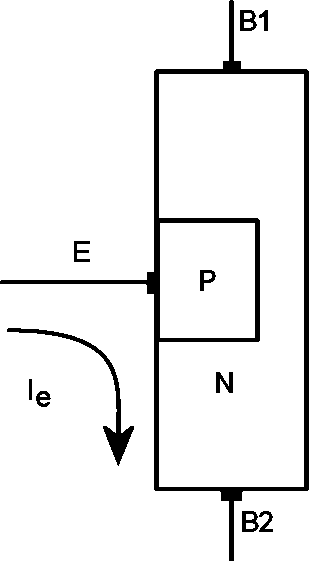

قضيب من السيليسيوم نصف الناقل نوع N، يوضع وصلتان في نهايتيه لتشكيل القاعدتين B1– B2، لذلك يسمى أحياناً بالترانزيستور ذو القاعدتين، وتوضع طبقة سيليسيوم نصف ناقل نوع P في نقطة متوسطة بين القاعدتين أقرب إلى B1 منها إلى B2 لتشكل مشع الترانزيستور.

## استخداماته
دارات توليد النبضات ودارات التوقيت ودارات كشف المستوى، كما أنه يستخدم كمفاتيح متحكم بها جهدياً ولا يستخدم كمضخم.

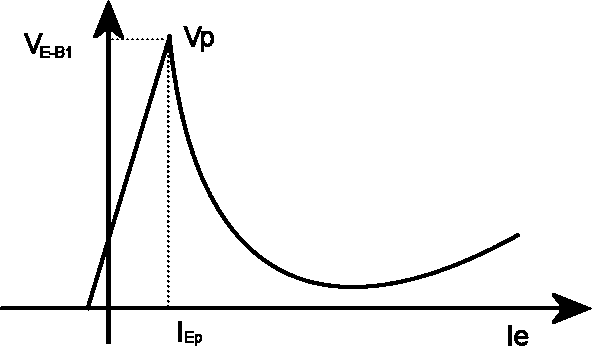